# Natee Thongsookkaew
Natee Thongsookkaew (en tailandés: นที ทองสุขแก้ว; provincia de Uttaradit, Tailandia; 8 de diciembre de 1966) es un exfutbolista de Tailandia que jugaba en la posición de defensa.

## Carrera

### Club
| Periodo   | Club                   | Partidos | Goles |
| --------- | ---------------------- | -------- | ----- |
| 1983      | Thavorn Farm FC        | 8        | 0     |
| 1984–1988 | Nakhon Sawan FC        | 47       | 0     |
| 1989–1990 | Matsushita Electric SC | 11       | 0     |
| 1991–1999 | Royal Thai Police FC   | 245      | 6     |

### Selección nacional
Jugó para Tailandia en 87 ocasiones de 1986 a 1998 y anotó un gol, el cual fue en el empate 1-1 ante Bangladés el 12 de febrero de 1988 en la Clasificación para la Copa Asiática 1988. Participó en dos ediciones de la Copa Asiática y en dos ediciones de los Juegos Asiáticos.

## Logros
- Copa del Emperador: 1

1990
- Liga 2 de Tailandia: 1

1999